# Brizoides lacteipennis
Brizoides lacteipennis är en insektsart som beskrevs av Ludwig Redtenbacher 1906. Brizoides lacteipennis ingår i släktet Brizoides och familjen Pseudophasmatidae. Inga underarter finns listade.